# Fazenda Não Me Deixes
Não Me Deixes é uma fazenda localizada no distrito de Daniel de Queiroz, município de Quixadá, Ceará. Com uma área total de 928 ha, a fazenda está localizada a cerca de 30 km da sede do município.
A fazenda Não Me Deixes abriga uma reserva particular do patrimônio natural (RPPN) homônima de 300 ha de caatinga arbórea e arbustiva.

## Histórico
Em 1870, o avô da escritora Rachel de Queiroz, o bacharel Arcelino de Queiroz Lima, deu de herança a terra a um primo da escritora que optou por vendê-la para se aventurar na extração da borracha no Amazonas. Quando o tio soube, conseguiu recuperar a fazenda e devolveu-a ao herdeiro que voltou pobre e doente. Fê-lo prometer que não sairia mais do local e que o batizaria de "Não Me Deixes". Quando o proprietário da fazenda morreu sem filhos, a terra voltou para as mãos do avô de Rachel, que a deu de herança ao pai da escritora, Daniel de Queiroz Lima. Por iniciativa desta, parte da fazenda foi transformada em Reserva Particular do Patrimônio Natural (RPPN).
Rachel e o marido Oyama construíram a casa em 1955. Tijolos, portas e janelas, além dos móveis, foram feitos com materiais retirados da própria fazenda. O projeto da casa foi da própria escritora, e era caracterizado por elementos rústicos: cantareiras com potes de barro, o fogão era de lenha e mobília artesanal, desenhada pela proprietária. Ela recorda até que fez uma maquete da construção, com varas de mata-pasto, para mostrar como deveria ficar o telhado alto. A escritora passava meses a fio na fazenda, independentemente de ano seco ou chuvoso.

## Reserva particular do patrimônio natural
A RPPN, criada em 5 de novembro de 1998 através da portaria nº 148/98 do Instituto Brasileiro do Meio Ambiente e dos Recursos Naturais Renováveis (IBAMA), compreende uma área de 300 ha de caatinga arbórea e arbustiva e uma parte para uso agrícola da "Fazenda Não Me Deixes". A área apresenta boas condições de conservação da vegetação, sendo usada como área de soltura de aves nativas apreendidas pelo IBAMA em feiras e comércio irregular.
| “                                                           | (...) Tive a honra e a glória de receber na fazenda uma delegação do Ibama que vinha com dois carros carregados de pássaros em gaiolas, para os soltar nos ares livres do Não Me Deixes. Acho que mereci essa honraria, pois sempre foi preocupação minha, desde menina, soltar passarinho. Verdade que é meio arriscado: os donos dos passarinhos são capazes de tudo contra alguém que libere as suas presas. Mas a alegria de ver voando um pássaro, antes confinado a uma gaiola, paga todos os riscos de represálias. (...) | ” |
| — Rachel de Queiroz, em O Estado de S. Paulo, 30 set. 2000. | |   |